# (38249) 1999 QJ2
1999 QJ2 (asteroide 38249) é um asteroide da cintura principal. Possui uma excentricidade de 0.24154880 e uma inclinação de 13.94497º.
Este asteroide foi descoberto no dia 24 de agosto de 1999 por Graham E. Bell em Eskridge.